# Amanita parcivolvata
Amanita parcivolvata é um fungo que pertence ao gênero de cogumelos Amanita na ordem Agaricales. É encontrado na América do Norte.